# Joliette-Montcalm
Joliette-Montcalm était une circonscription électorale provinciale du Québec, dans la région de Lanaudière.

## Historique
La circonscription électorale provinciale de Joliette-Montcalm fut créée en 1973 à partir de la fusion des circonscriptions de Joliette et de Montcalm.
En 1981 la circonscription électorale de Joliette-Montcalm fut subdivisée entre les circonscriptions de Joliette et de Rousseau.

## Liste des députés
| Législature                                         | Années    | Député | Député             | Parti           |
| --------------------------------------------------- | --------- | ------ | ------------------ | --------------- |
| Joliette-Montcalm Créée depuis Joliette et Montcalm |           |        |                    |                 |
| 30e                                                 | 1973–1976 |        | Robert Quenneville | Libéral         |
| 31e                                                 | 1976–1981 |        | Guy Chevrette      | Parti québécois |
| Dissoute dans Joliette et Rousseau                  |           |        |                    |                 |

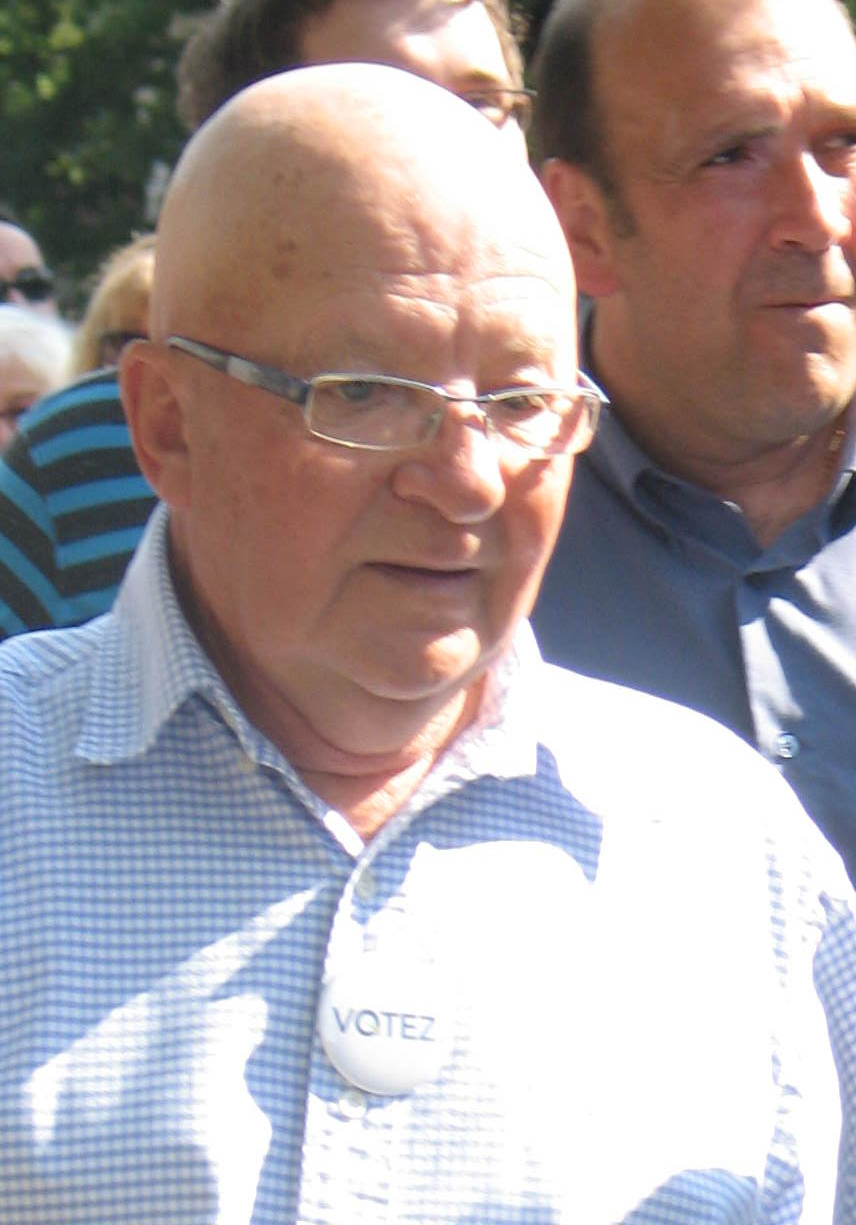
Guy Chevrette, député de 1976 à 1981.

## Résultats référendaire
|  | Référendum         | % du OUI | % du NON | Taux de participation |
|  | Référendum de 1980 | 43,09 %  | 56,91 %  | 87,02 %               |